# Quentalia chromana
Quentalia chromana är en fjärilsart som beskrevs av William Schaus 1929. Quentalia chromana ingår i släktet Quentalia och familjen silkesspinnare. Inga underarter finns listade.